# Seyit Ali Çabuk

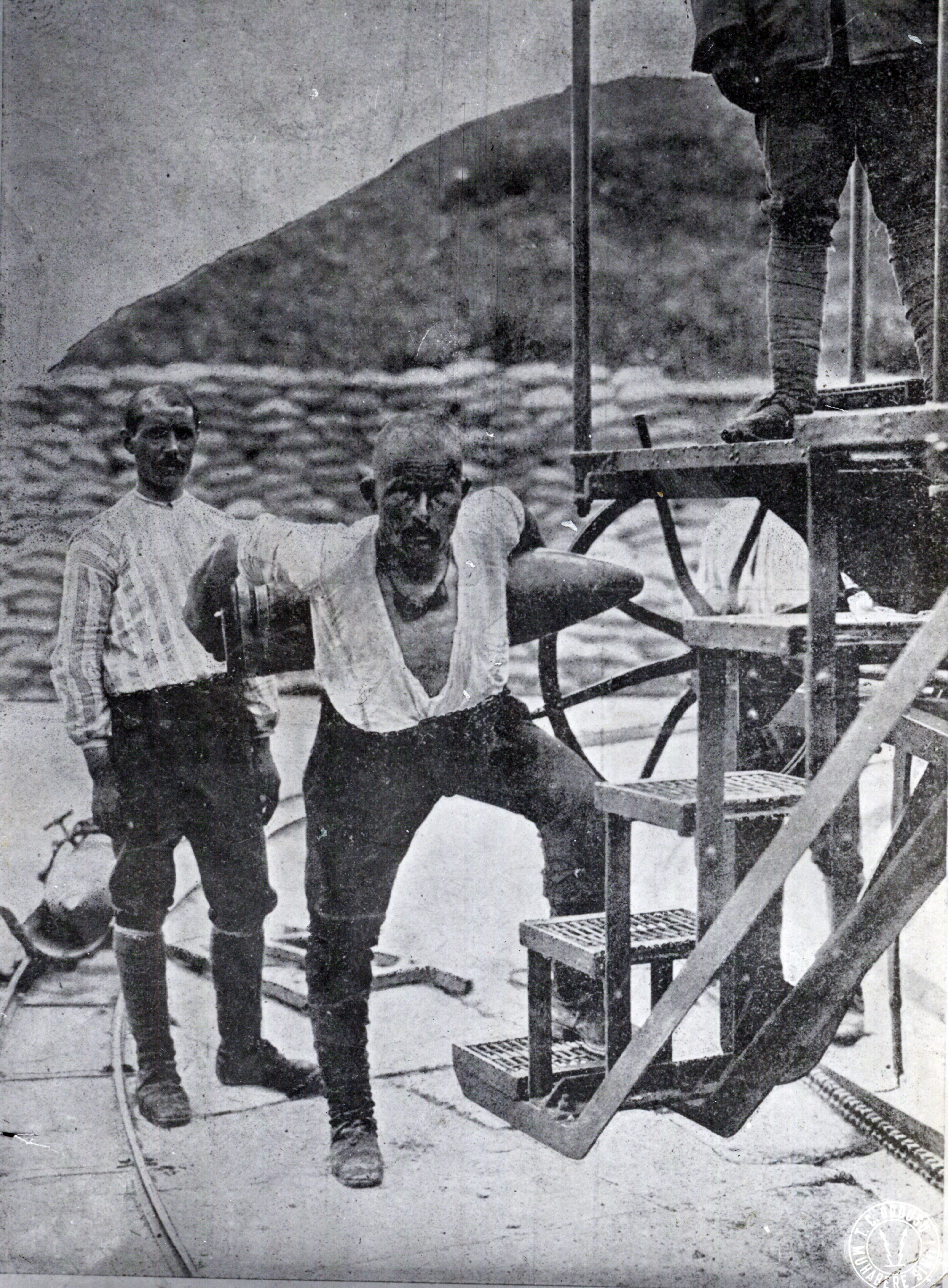
Corporal Seyit vertoont zijn kunsten

Seyit Çabuk (1889-1939), bekender onder de naam korporaal Seyit (Turks: Seyit Onbaşı) was gedurende de Eerste Wereldoorlog kanonnier in het leger van het Ottomaanse Rijk. Hij verkreeg faam door eigenhandig drie 215 kilo wegende granaten naar een geschutstuk te tillen gedurende een geallieerd offensief in de Dardanellen op 18 maart 1915.
Hij was afkomstig uit Havran. In april 1909 tekende hij voor dienst in het leger. Na gediend te hebben in de Balkanoorlogen van 1912-1913 werd hij overgeplaatst naar de forten die de toegang tot de Dardanellen verdedigden. Na een zwaar bombardement van deze forten in maart 1915 was het kanon dat hij bediende nog intact, maar het kraanmechanisme waarmee de granaten in het kanon geladen werden zwaar beschadigd. Seyit tilde toen eigenhandig drie 275 kg wegende granaten naar het kanon, dat daarmee nog bij kon dragen aan het beschieten van de aanvallende schepen. Naar verluidt is de dreadnought HMS Ocean door een van deze granaten geraakt. De schade van deze aanval was niet genoeg om het schip tot zinken te brengen; dat gebeurde iets daarna door een zeemijn.
Na het afslaan van deze aanval kreeg Seyid een promotie tot korporaal, en werd door de staatspropaganda gelanceerd als symbool van de Turkse weerstand.
Hij zwaaide af in 1918 en werd eerst bosbouwer en vervolgens mijnwerker. In 1934, toen in Turkije een achternaamwetgeving van kracht werd, nam hij de achternaam Çabuk aan. Hij overleed aan een longziekte in 1939.
In 1992 is er op het schiereiland Gallipoli een standbeeld opgericht dat hem afbeeldt terwijl hij een granaat draagt.